# 伊喬科略山 (聖胡安德塔魯卡尼區)
16°25′39″S 70°58′44″W / 16.42750°S 70.97889°W

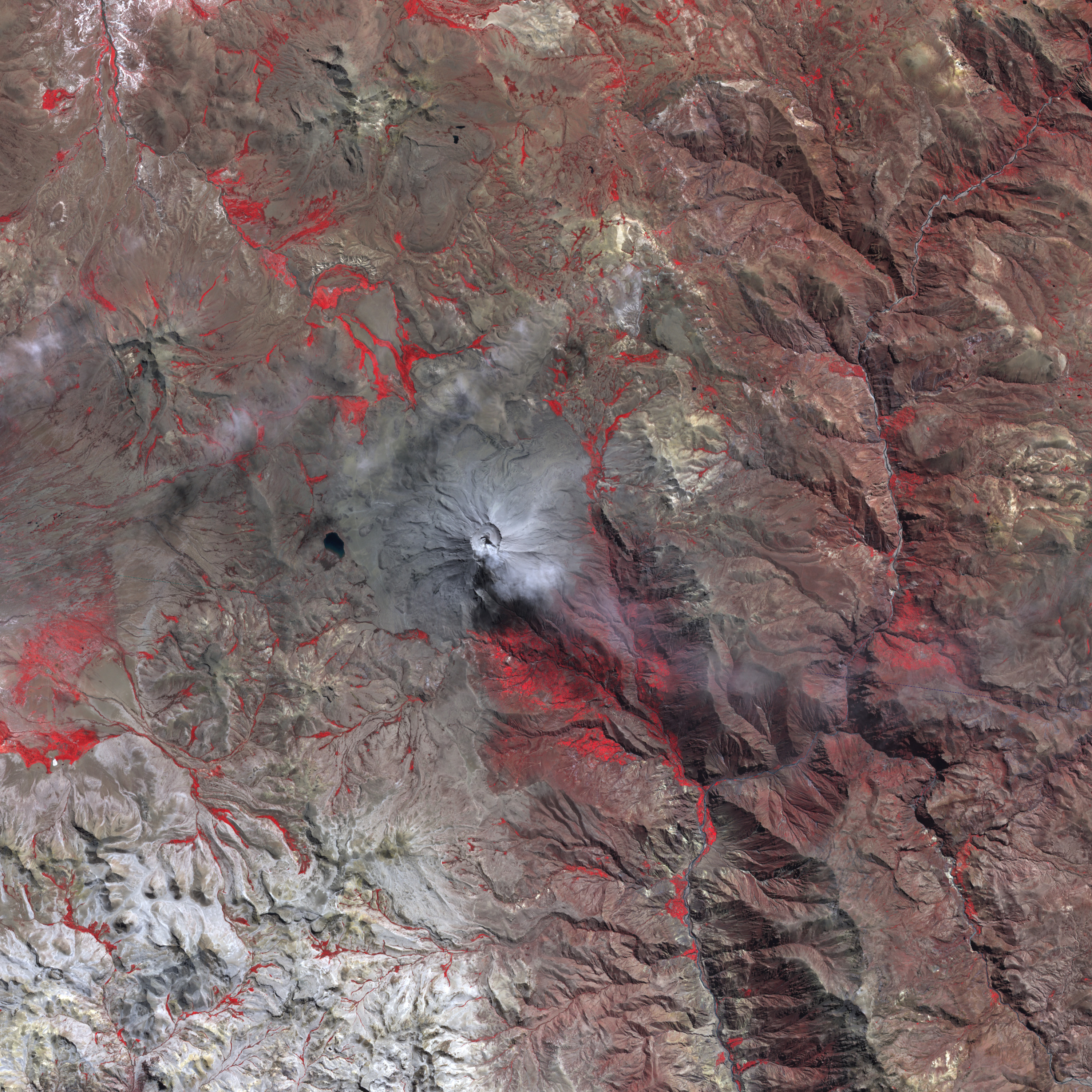

伊喬科略山（Jichu Qullu），是秘魯的山峰，位於該國南部阿雷基帕大區，由阿雷基帕省的聖胡安德塔魯卡尼區負責管轄，屬於安地斯山脈的一部分，海拔高度4,600米。